# Ganjeenahalli, Honnali
Ganjeenahalli là một làng thuộc tehsil Honnali, huyện Davanagere, bang Karnataka, Ấn Độ.